# Boyeria maclachlani
Boyeria maclachlani är en trollsländeart som först beskrevs av Selys 1883.  Boyeria maclachlani ingår i släktet Boyeria och familjen mosaiktrollsländor. Inga underarter finns listade i Catalogue of Life.